# 幾春別川
幾春別川（いくしゅんべつがわ）は、北海道三笠市および岩見沢市を流れる河川。石狩川水系の1次支川である。

## 流路
夕張山地に源を発し、北西に流れたのち西に転じ、岩見沢市と新篠津村との境界付近で石狩川左岸に合流する。かつては幌向川に合流したのちに石狩川に合流していたが、幾春別放水路の完成後は石狩川へ直通している。
上流には北海道で最初の多目的ダムの桂沢ダム（昭和32年完成）があり、この桂沢ダムの嵩上げ（新桂沢ダム）と、支流の奔別川にダムを新設（三笠ぽんべつダム）する幾春別川総合開発事業が進められている。

## 川名の由来
アイヌ語の「イクスンペッ（i-kus-un-pet）」（それの・向こう側・にある・川）に由来する。
この名称はかつてポロモイ（幌向）に居住していたアイヌ達が、「あっちの方の川」との意で幾春別川をそう呼んでいたための名であると考えられる。

## 災害史
- 1932年（昭和7年）9月10日 - 長雨による増水により堤防が9箇所で決壊。岩見沢の7割が浸水[6]。